# Sieghard Kosel
Sieghard Kosel (* 3. Juli 1939 in Bautzen) ist ein deutsch-sorbischer Journalist sowie Politiker (SED, PDS), ehemaliges Mitglied des Sächsischen Landtages und war inoffizieller Mitarbeiter der DDR-Staatssicherheit.

## Leben
Sieghard Kosel besuchte die Grundschule in Guttau und die Sorbische Oberschule in Bautzen. Er studierte zuerst Architektur in Dresden ohne Abschluss, danach bei der Sektion Journalistik an der Karl-Marx-Universität Leipzig. Er schloss 1970 als Diplom-Journalist ab. Außerdem studierte er Politikwissenschaft mit Diplom-Abschluss.
Kosel war von 1960 bis 1968 Redakteur und von 1973 bis Dezember 1990 Chefredakteur der Nowa doba. Dazwischen war er von 1968 bis 1973 Mitarbeiter und Abteilungsleiter im Bundesvorstand der Domowina, anschließend bis 1989 Mitglied im Sekretariat des Bundesvorstandes der Domowina.
Von 1968 bis 1970 war Kosel Sekretär des Arbeitskreises sorbischer Schriftsteller im Deutschen Schriftstellerverband. Zwischen 1970 und 1990 war er Mitglied im Zentralvorstand des Verbandes der Journalisten und im Jahr 1990 dessen stellvertretender Vorsitzender. Außerdem war er Geschäftsführer des Verlages Serbske Nowiny, Vorsitzender der Bildungsgemeinschaft der Journalisten e. V. und Mitglied der Beschwerdekommission des Sächsischen Zeitungsverlegerverbandes.
Kosel ist konfessionslos, verheiratet und hat zwei Kinder. Der sorbische Landtagsabgeordnete Heiko Kosel ist sein Sohn.

## Politik
Sieghard Kosel war zwischen 1963 und 1989 Mitglied der SED bzw. seit 1990 der PDS. Er stand aber in dem (heute beeinträchtigten) Ruf, die Interessen der Sorben über die Parteiräson zu stellen. Von 1990 bis 1994 war er Kreisvorsitzender der PDS Bautzen, ab 1993 Mitglied des Landesvorstandes der PDS und ab 1994 Mitglied des Kreistages Bautzen. Im Oktober 1990 wurde Kosel über die Landesliste in den Sächsischen Landtag gewählt, dem er für zwei Wahlperioden angehörte. In der 1. Wahlperiode war er dort im Ausschuss für Bundes- und Europaangelegenheiten und in der 2. Wahlperiode im Ausschuss für Wissenschaft und Hochschule, Kultur und Medien.

## Stasi-Mitarbeit
Sieghard Kosel war 18 Jahre lang Inoffizieller Mitarbeiter des Ministeriums für Staatssicherheit (MfS). Während das MfS in seinen Akten notierte, Sieghard Kosel hätte durch seine Spitzeltätigkeit „bei der Niederhaltung politisch abweichender Strömungen in der Redaktion“ der Nowa doba mitgewirkt, erklärte Kosel, er habe niemandem geschadet. Der Landtag beschloss daher 1998 gemäß Artikel 118 der sächsischen Verfassung ein Mandatsenthebungsverfahren. Der Staatsgerichtshof wies die Klage unter Verweis auf die bevorstehende Landtagswahl ab. Durch die Kürze der restlichen Wahlperiode bestünde kein Rechtsschutzbedürfnis.